# الهيئة الملكية للجبيل وينبع
الهيئة الملكية للجبيل وينبع جهة حكومية سعودية تأسست بموجب مرسوم ملكي صدر في عام 1975، وتتمتع باستقلال مالي وإداري. أُنشئت الهيئة بهدف تطوير منطقتي الجبيل وينبع كمدن صناعية متكاملة ضمن خطة المملكة لتنويع مصادر الدخل الوطني وتوسيع القاعدة الصناعية.

## الرؤية
أن تكون الهيئة الخيار الأول للمستثمرين في القطاع الصناعي، والمساهم الرئيس في تقدم واستدامة الصناعة في المملكة العربية السعودية.

## الرسالة
تطوير وتمكين وإدارة مدن صناعية مستدامة، تشجع على الابتكار، وتوفر بنية تحتية متقدمة وخدمات متميزة، بما يحقق اقتصادًا مزدهرًا ومجتمعًا حيويًا يواكب طموحات الوطن والشركاء.

## القيم المؤسسية
تعتمد الهيئة مجموعة من القيم الأساسية التي تنظم سياستها وأسلوب عملها:
- التمكين: دعم بيئة العمل الجماعية وبناء الثقة مع الموظفين والشركاء.
- التطوير والابتكار: الاستجابة للتحديات بالتحديث المستمر وتعزيز الشراكات.
- التميّز: الالتزام بالمعايير المؤسسية وممارسات الحوكمة.
- التركيز على العملاء: التواصل الفعّال مع المستفيدين ومراعاة متطلباتهم.
- المسؤولية الاجتماعية: المساهمة في تنمية المجتمع، والمحافظة على البيئة، وترشيد الموارد.

## الأهداف الإستراتيجية
- دعم التحول الصناعي على مستوى المملكة.
- تعزيز المساهمة الاجتماعية والاقتصادية في الناتج المحلي.
- تطوير القاعدة الصناعية القائمة واستحداث قطاعات جديدة.
- استقطاب مؤسسات صناعية صغيرة ومتوسطة، خاصة في التقنيات الناشئة.
- تفعيل دور القطاع الخاص في تقديم الخدمات وتعزيز الاستدامة المالية.

## مدن الهيئة
تشرف الهيئة الملكية على أربع مدن صناعية رئيسية، وهي: مدينة الجبيل الصناعية، ومدينة ينبع الصناعية، ومدينة رأس الخير للصناعات التعدينية، ومدينة جازان للصناعات الأساسية والتحويلية. وتبلغ المساحة الإجمالية لهذه المدن أكثر من 2,175 كيلومترا مربعا. كما تتولى الهيئة الإشراف على منطقتين اقتصاديتين خاصتين ضمن مدينتي رأس الخير وجازان، وتزيد مساحتهما عن 44 كيلومترا مربعا.

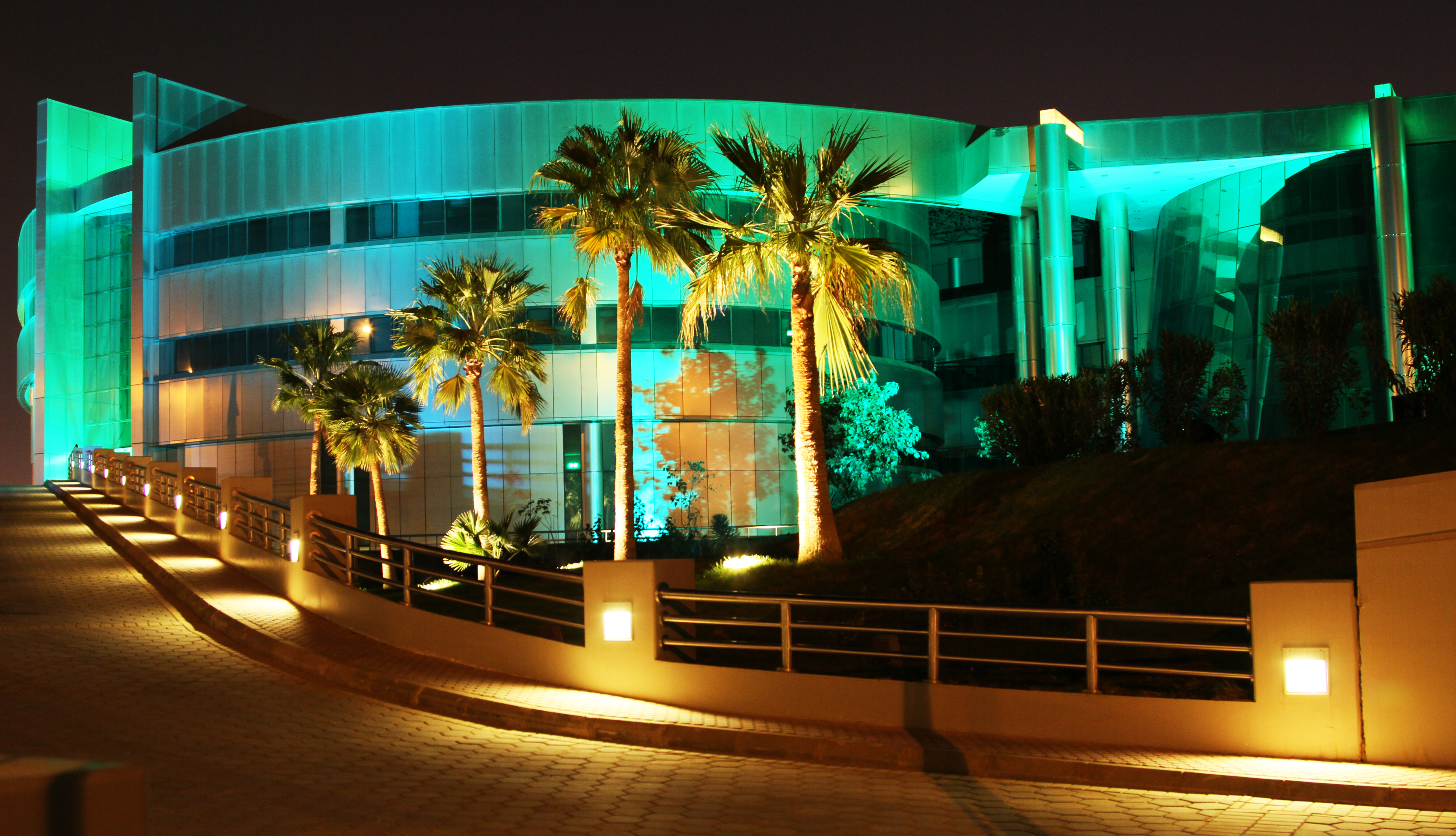
صورة ليلية لمبنى المركز الرئيس للهيئة الملكية للجبيل وينبع

## البنية التحتية والاستثمار
تُوفر مدن الهيئة بنية تحتية شاملة تشمل شبكات الطاقة والمياه، والمناطق اللوجستية، والمرافق الخدمية، مما ساهم في جذب استثمارات متنوعة من القطاعين المحلي والدولي. وبلغ إجمالي حجم الاستثمارات في الهيئة الملكية للجبيل وينبع خلال عام 2024 نحو 1460 مليار ريال. 

## الشركات التابعة
أسست الهيئة شركة الجبيل وينبع لخدمات المدن الصناعية بهدف دعم البنية التحتية وتحسين الخدمات، وتوفير فرص استثمار إضافية في مجالات مثل الإنشاءات، الإسكان، النقل، الطاقة، والخدمات اللوجستية والتجارية.
كما أطلقت الهيئة الملكية شركتي (رقيم) و(مشروعات) كأذرع تنفيذية متخصصة تدعم أهداف التحول النوعي في المدن الصناعية:
شركة رقيم: تأسست في منتصف عام 2021، وهي مملوكة بالكامل لشركة جبين، وتُعد الذراع التقني والممكن الرقمي للهيئة، حيث تسهم في تمكين المستثمرين الصناعيين من التحول الرقمي وتبني تقنيات الثورة الصناعية الرابعة، ودعم تحول المصانع نحو معايير التميز التشغيلي والتقنيات المتقدمة لتصبح مصانع ذكية. وتشمل خدماتها جميع المدن الصناعية التابعة للهيئة الملكية: الجبيل، ينبع، رأس الخير، وجازان. 
شركة مشروعات: تُعد الذراع العقاري والاستثماري للهيئة الملكية، وتعمل على تطوير مشاريع نوعية وسكنية وتجارية مستدامة تدعم توجهات الهيئة في جودة الحياة وتعزز من جاذبية المدن الصناعية للمستثمرين والسكان.

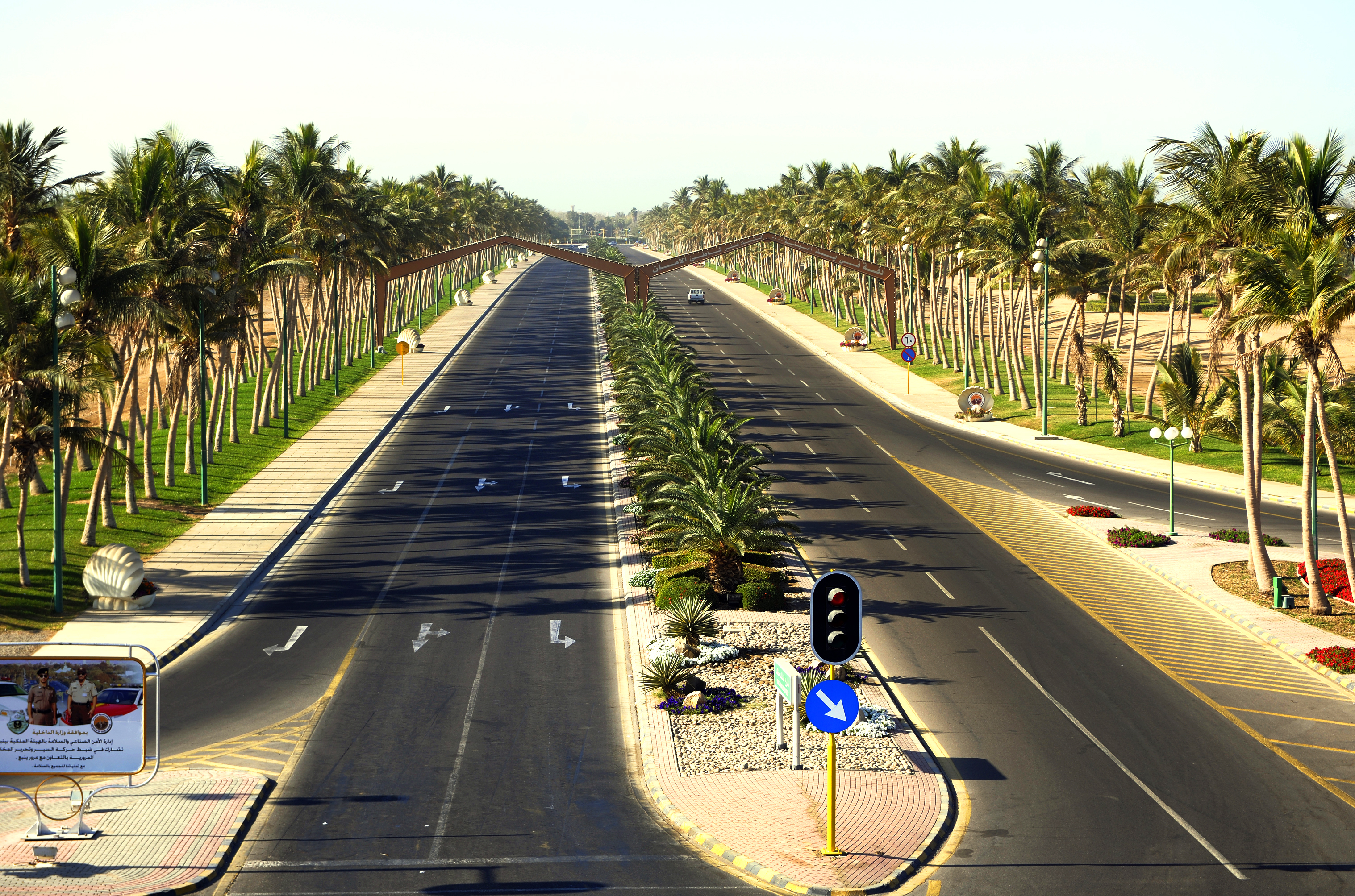
ينبع الصناعية

## البيئة والاستدامة
تُعد الهيئة من أبرز الجهات التي نجحت في تحقيق توازن بين التنمية الصناعية وحماية البيئة. إذ تطبق مدن الهيئة معايير بيئية صارمة تعزز من جودة الحياة، ما يُعد من أهم العوامل الجاذبة للاستثمار والعيش فيها.

## الأدوار والمسؤوليات
تشمل مهام الهيئة الملكية للجبيل وينبع ما يلي:
- تقديم خدمات إدارة متكاملة للمستثمرين في المدن الصناعية.
- توفير أراضٍ صناعية مطورة بمرافق وبنية تحتية متكاملة.
- توفير خدمات المياه والطاقة والتبريد الصناعي، إلى جانب معالجة المخلفات.
- تمكين المستثمرين من الوصول إلى الأسواق من خلال مناطق لوجستية وموانئ مجهزة.
- توفير مرافق خدمية لسكان المدن الصناعية، تشمل الإسكان والتعليم والصحة والمرافق التجارية والعامة.

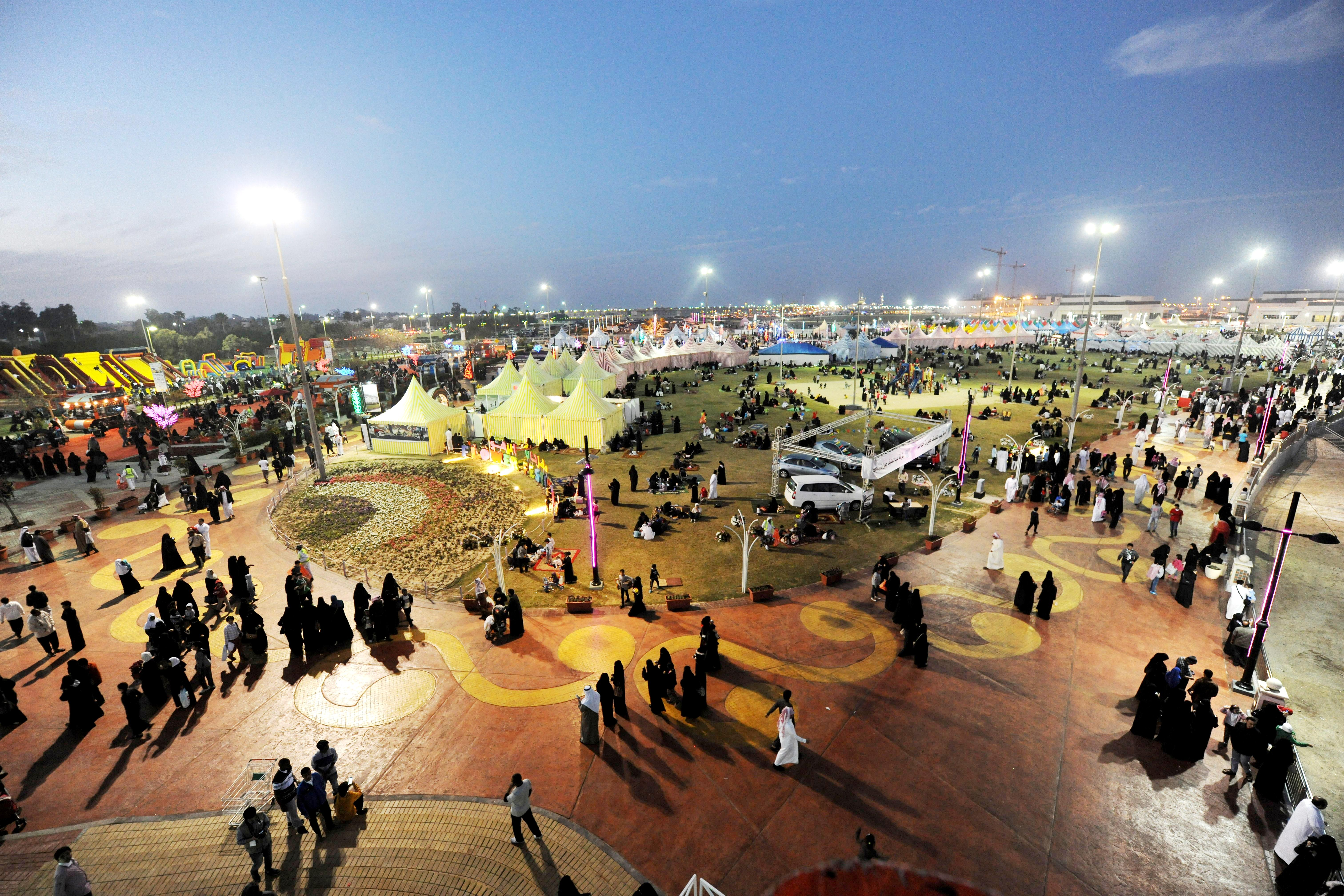
مهرجان الزهور بالجبيل الصناعية

## الارتباط برؤية السعودية 2030

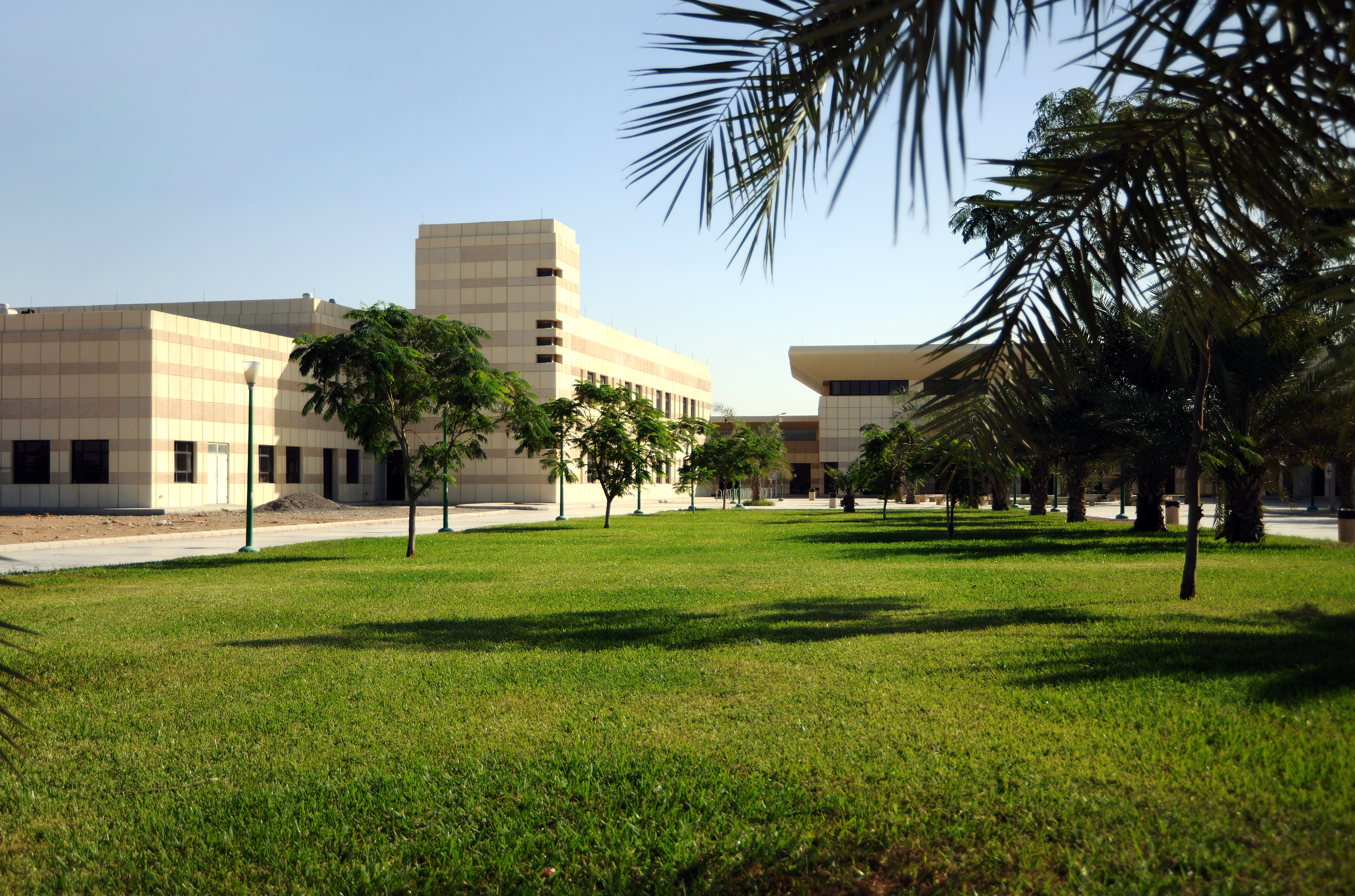
التشجير بينبع الصناعية

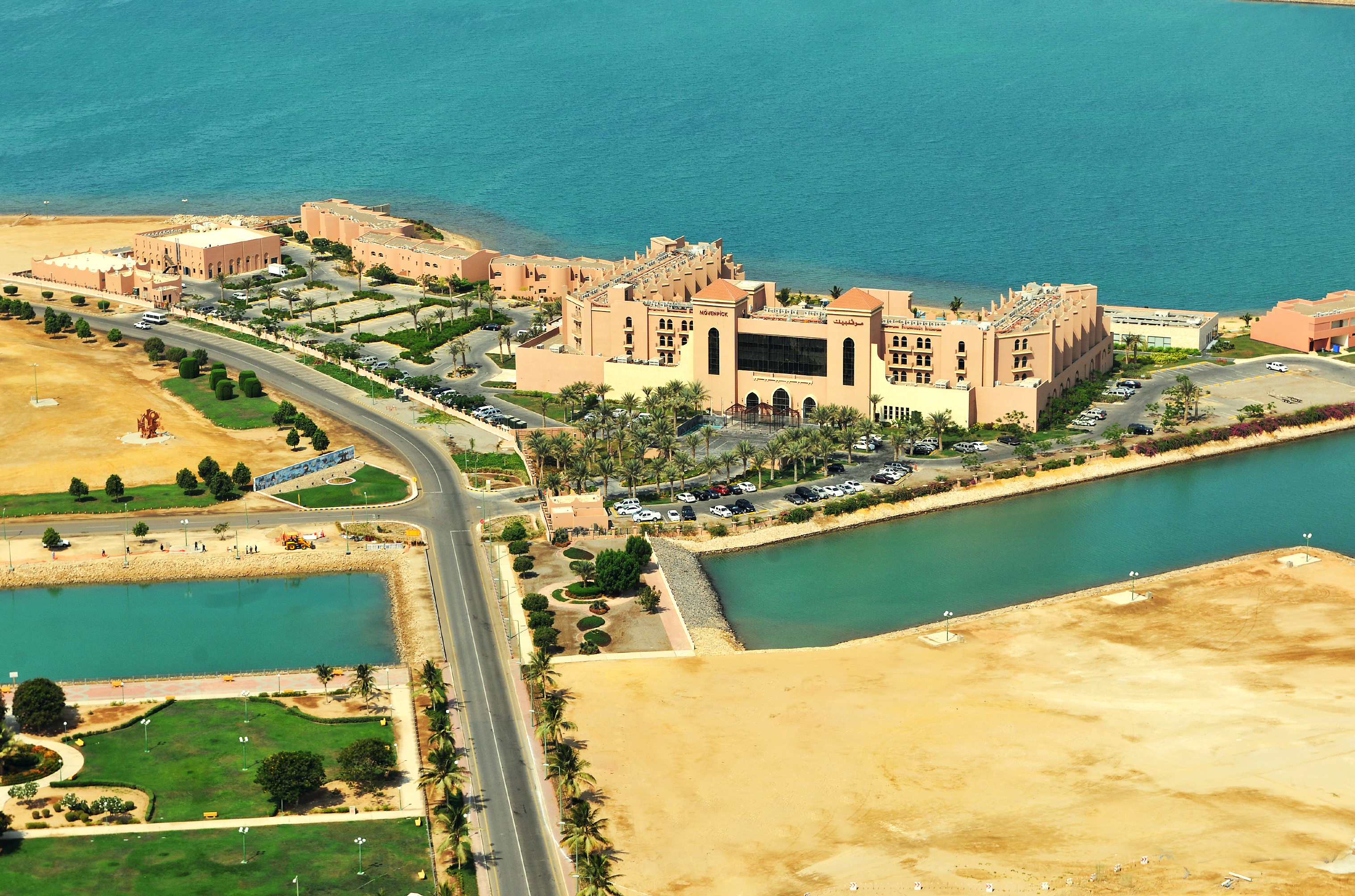
فندق الموفنبيك بينبع الصناعية

تساهم الهيئة في تحقيق مستهدفات برنامج تطوير الصناعة الوطنية والخدمات اللوجستية (NIDLP)، أحد برامج تحقيق رؤية السعودية 2030، من خلال 38 مبادرة تركز على تنمية القاعدة الصناعية، وتطوير قطاعات جديدة، ودعم المؤسسات الصغيرة والمتوسطة، واستقطاب تقنيات صناعية متقدمة، وتمكين القطاع الخاص.

في عام 2024، حصلت الهيئة على جائزة ندلب للتميز عن فئة الجهات الأكثر تحقيقاً للاستثمارات، كما تصدّرت الجهات الأعلى جذباً للاستثمارات في مدنها الصناعية خلال عام 2023.

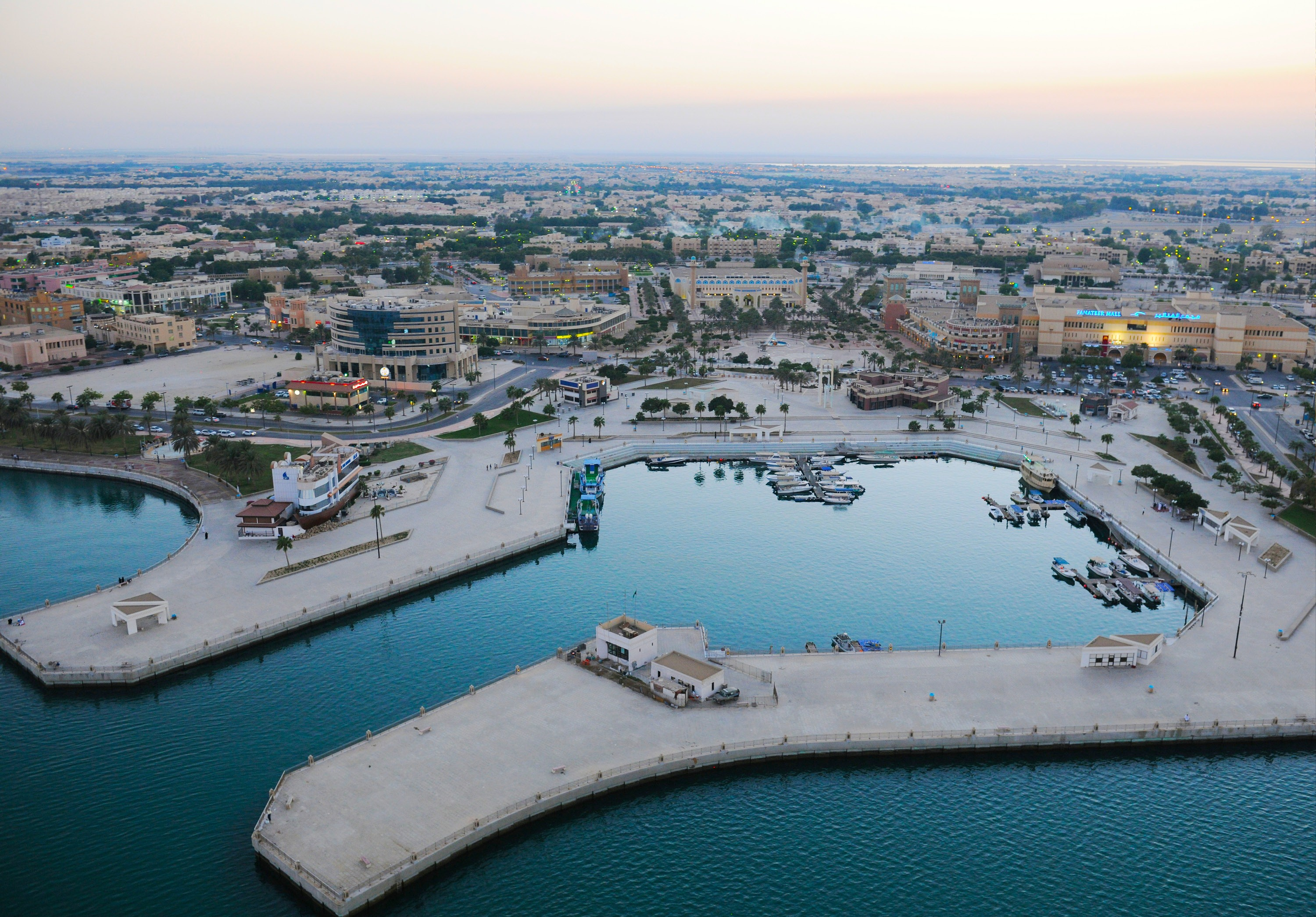
مرسى القوارب بالجبيل الصناعية

## انظر ايضاً
- مدينة الجبيل الصناعية
- مدينة ينبع الصناعية
- وزارة الطاقة والصناعة والثروة المعدنية
- الهيئة السعودية للمدن الصناعية ومناطق التقنية (مدن)
- الشركة السعودية للصناعات الأساسية

## روابط خارجية
- موقع الهيئة الملكية للجبيل وينبع